# Reclassement externe
Le reclassement externe , ou parfois replacement externe (en anglais outplacement), est une activité apparue dans les années 1970 en France (où elle s'est surtout développée dans les années 1980 et 90) et un peu plus tôt aux États-Unis et en Grande-Bretagne.
Dans le cadre d'un départ d'un ou de plusieurs salariés d'une entreprise, celle-ci ou le salarié après négociation peuvent engager une démarche de reclassement externe. Celle-ci consiste à faire, le plus souvent avec l'aide d'un cabinet spécialisé, un bilan professionnel et personnel (bilan de compétences et définition du projet professionnel, bilan et conseil dans sa stratégie de recherche, techniques de recherche d'emploi, soutien psychologique, soutien logistique, entretiens de groupe) avec pour objectif que le salarié puisse retrouver un emploi ou bien créer une entreprise.
Le cabinet de reclassement externe a pour objectif de reclasser, en un minimum de temps, le maximum de salariés possible à des postes correspondant à leur personnalité, leurs motivations ou encore leurs savoir-faire professionnels. 
En France, cette prestation de service est devenue l'un des éléments essentiels du plan de sauvegarde de l'emploi qui doit être mis en place en cas de restructuration de l'entreprise entraînant des licenciements économiques (voir plan de reclassement). En général, c'est l'entreprise qui finance ou cofinance cette prestation. L'Etat la prend en charge en cas de liquidation judiciaire.
On distingue de ce fait deux types de métiers :
- Le reclassement externe individuel : il concerne principalement des cadres qui, individuellement, ont négocié cette prestation dans le cadre d'un accord de départ, l'entreprise leur laissant souvent le choix entre plusieurs prestataires. Selon le contrat signé entre l'entreprise qui gère le plan social et le cabinet, cette mission dure un nombre de mois défini à l'avance, ou jusqu'à ce que le bénéficiaire ait retrouvé un contrat à durée indéterminée.
- Le reclassement externe collectif : mis en œuvre dans le cadre d'un PSE (plan de sauvegarde de l'emploi), il associe dans certains cabinets une activité de conseil aux dirigeants et DRH de l'entreprise quant à la négociation, la communication et le « pilotage » du plan social[3]. Le reclassement suppose bureaux, documentation, accès internet ainsi que production de statistiques sur l'avancement des retours à l'emploi.

Sa réussite se mesure par ce que les cabinets de reclassement appellent un taux de reclassement. La définition de « reclassement » peut alors varier selon les prestations et correspond peu à des retours effectifs à l'emploi ; l'entrée d'un salarié dans une formation de quelques mois, par exemple, pouvant être considérée comme « reclassement ».
Nombre de PSE sont traités par les trois ou quatre grands opérateurs privés. Il existe toutefois un grand nombre de cabinets en France, dont la taille varie entre un et plusieurs centaines de consultants. Beaucoup d'entre eux font par ailleurs appel à des sous-traitances de consultants en CDD ou prestation de service.

## Étude
http://www.ces.fr/rapport/doclon/10012501.pdf Rapport du Conseil économique et social juin 2010 sur les antennes de reclassement.

## Liens
- Syndicat professionnel de la branche